# Netelia krishtali
Netelia krishtali är en stekelart som beskrevs av Valentina I. Tolkanitz 1971. Netelia krishtali ingår i släktet Netelia och familjen brokparasitsteklar. Inga underarter finns listade i Catalogue of Life.